# 雍国大长公主
雍国大长公主（？—1004年），宋太宗第五女。
至道三年（997年），宋真宗即位，封贤懿长公主。咸平六年（1003年），下嫁右卫将军王贻永，进封郑国长公主，赐第。景德元年（1004年），薨逝，谥号懿顺。景祐三年（1036年），宋仁宗追封大长公主。皇祐三年（1051年），改韩国大长公主。元符年间宋徽宗封雍国大长公主。政和年间改懿顺大长帝姬。